# Patkó Imre
Patkó Imre, Berkovics (Gyoma, 1922. február 12. – Budapest, 1983. április 19.) újságíró, lapszerkesztő, műgyűjtő, Mágori Erzsébet (1911–?) író, kritikus, műfordító öccse.

## Életrajza
Berkovics Adolf (1877–1945) kiskereskedő és Schwarcz Paula (1884–1945) fiaként született hétgyermekes családban. Történészi diplomáját a Pázmány Péter Tudományegyetemen szerezte.  A második világháború alatt munkaszolgálatot teljesített. Társaival átszökött a szovjet csapatokhoz, majd Gyergyószentmiklóson tanított. Szüleit koncentrációs táborokba deportálták, ahol életüket vesztették. 1944-ben belépett a Magyar Kommunista Pártba, s a párt gyomai szervezetének vezetőségébe került. 1945 februárjában a Néphadsereg tagjaként politikai nevelőtiszt lett. Az 1940-es évek végétől mint újságíró-gyakornok különböző lapok munkatársa volt. 1950-től a Szabad Népnél, 1952-től a Magyar Rádiónál, 1956 után a Ganz gyári üzemi lapnál dolgozott mint szerkesztő. 1956–1957-ben főosztályvezetője volt a Magyar Rádió Külföldi Adások Szerkesztőségének, majd ezt követően a Magyar Távirati Iroda Külföldi Sajtószolgálatához került, ahol 1963-ig látta el a főosztályvezető-helyettesi teendőket a Külpolitikai Szerkesztőségnél. 1963–1964-ben pekingi tudósító volt, majd 1964-től a Népszabadságnál volt londoni tudósító, 1967-től a lap külpolitikai rovatvezető-helyettese, 1970-től pedig a vasárnapi mellékletet szerkesztette. A Nemzetközi Szemle főszerkesztője volt 1970 és 1974 között, majd 1979-től haláláig, 1974 és 1979 között pedig a párizsi magyar követségen dolgozott. Műgyűjtőként a kortárs magyar művészettel is foglalkozott. Gyűjteményét, melyet 1957-ben hozott létre, végakaratának megfelelően családja 1984-ben Győrnek adta át, s 1986 óta állandó kiállításként megtekinthető a Vastuskós-házban.
A Farkasréti temetőben nyugszik.

## Családja
Első felesége Varsandán Ella volt, akit 1945. április 2-án Gyomán vett nőül. Később Bíró Líviát vette el, aki egy könyvkiadó vállalat igazgatójaként dolgozott. Fia Patkó András (1948).

## Főbb művei
- Tibet (Rév Miklóssal, Budapest, 1957)
- Vietnam (útirajz, Rév Miklóssal, Budapest, 1960)
- Utazás az Arab Keleten (Az arab egység nyomában) (Budapest, 1964)
- Kim Philby csendes háborúja (Budapest, 1969)
- Szigetlakók között (útleírás, Budapest, 1971)
- „Szuperhatalom” és kis országok (Budapest, 1975)
- Egy karéj Karélia (Budapest, 1982)

## Díjai, elismerései
- Magyar Népköztársasági Érdemrend (VI. fokozat, 1949)
- Magyar Népköztársaság Érdemrend V. fokozata (1950)[7]
- Magyar Érdemrend arany fokozata (1982)[8]